# Andrés Loforte
Andrés Alejandro Loforte (Córdoba, 25 de julio de 1979) es un deportista argentino que compitió en judo. Ganó tres medallas de bronce en el Campeonato Panamericano de Judo entre los años 2000 y 2004.

## Palmarés internacional
| Campeonato Panamericano | Campeonato Panamericano       | Campeonato Panamericano | Campeonato Panamericano |
| Año                     | Lugar                         | Medalla                 | Categoría               |
| ----------------------- | ----------------------------- | ----------------------- | ----------------------- |
| 2000                    | Orlando (Estados Unidos)      | Medalla de bronce       | –100 kg                 |
| 2001                    | Córdoba (Argentina)           | Medalla de bronce       | –100 kg                 |
| 2004                    | Isla de Margarita (Venezuela) | Medalla de bronce       | –100 kg                 |